# Dickies
Dickies is een kledingbedrijf dat in 1922 is opgericht door oprichter Williamson-Dickie. Het is een Amerikaans kledingmerk waarvan het hoofdkantoor gevestigd is in Fort Worth, Texas. Dickies maakt vooral werkkleding zoals bouwvakkerskleding, uniformen en accessoires.

## Dickies in Amerika
"Dickies" is van een oorsprong een echt bouwvakkerskledingmerk. Bouwvakkers kochten deze kleding omdat ze hun gereedschap handig erin kwijt konden, maar ook om de lange levensduur en stevigheid van het kledingmerk.
Tegenwoordig maakt Dickies ook moderne kleding die niet gericht is op bouwvakkers.

## Dickies in Europa
In Europa staat Dickies bekend als skaterkleding. Van de originele amerikaanse bouwvakkersafkomst is in Europa weinig te bekennen.
De beroemde Big Daddy Jeans is in Europa het meest populaire Dickiesproduct.
Naast T-shirts en jeans laat Dickies ook nog andere producten maken zoals: schoenen, sokken, rugzakken, schoudertassen, schooluniformen, pantalons, jassen en horloges.